# Савез хокеја на леду Пољске
Савез хокеја на леду Пољске (ПЗХЛ) (пољ. Polski Związek Hokeja na Lodzie, PZHL) кровна је спортска организација задужена за професионални и аматерски хокеј на леду на подручју Републике Пољске. 
Савез је пуноправни члан Међународне хокејашке федерације (ИИХФ) од 11. јануара 1926. године.
Седиште Савеза налази се у главном граду земље Варшави.

## Историја
Хокеј на леду у Пољску су почетком прошлог века донели пољски студенти из Северне Америке, међу којима су се посебно истицали Вилхелм Рибак (Канада) и Тадеуш Адамовски (САД). Прва хокејашка утакмица одиграна је у фебруару 1922. између студената варшавског универзитета и екипе варшавске Полоније. Национални савез основали су у фебруару 1925. представници четири варшавска клуба: Полонија, АЗС, Варшавјанка и ВТЛ. Савез је непуну годину касније (у јануару месецу) постао и пуноправни члан Међународне хокејашке федерације. Недуго по оснивању савеза (већ 1927) одржано је и прво државно првенство на којем је учествовало 6 екипа, а првим победником постала је екипа ХК АЗС. 
Први стадион на отвореном саграђен је у Катовицама 1931. године. 
Пољски хокеј доживљава велики успон крајем 1920-их и почетком тридесетих година захваљујући највише повратку бројних пољских исељеника углавном из Канаде који су се активно бавили овим спортом. Поред већ поменутих Рибака и Адамовског који су били први тренери репрезентације, вредни помена су и браћа Адам и Александар Ковалски. 
До интензивнијег улагања у хокејашку инфраструктуру у земљи долази након Другог светског рата, а први терен са вештачким ледом отворен је почетком 1950-их година. У то време пољски хокејаши су често били на заједничким припремама са селекцијом Совјетског Савеза. Због недостатка властитог тренерског кадра, у Пољску су редовно долазили тренери из Чехословачке и СССР-а што се позитивно одражавало на квалитет хокеја на леду у земљи.

## Такмичења
Национална првенства одржавају се још од 1927. године. Како је број клубова у земљи растао тако се повећавао и број хокејашких такмичења. Данас постоје три лиге: Национална (раније позната као Екстракласа), Прва и Друга лига. Такође се одржавају и такмичења националног купа. 
Мушка сениорска репрезентација је на међународној сцени дебитовала 11. јануара 1926. против селекције Аустрије у Давосу (изгубили са 1:13). На Европском првенству исте године Пољаци су поново играли са Аустријанцима и поново изгубили (овај пут са 1:2). Пољска је у два наврата освајала друго место на такмичењима за првенства Европе (1929. и 1931). 
Највећи успех на светским првенствима остварен је 1931. и 1932. када су освојена 4. места, док су на Зимским олимпијским играма такође освојили једно 4. место 1932. године. 
Женска сениорска репрезентација на међународној сцени учествује од марта 2011. и дебитантског дуела са селекцијом Ирске у Софији (забележиле победу од 23:0). 
На међународној сцени учествују и млађе узрасне селекције у обе категорије. 

## Савез у бројкама
Према подацима ИИХФ из 2013. на подручју под ингеренцијом пољског савеза регистровано је 2.575 играча, односно 1.071 играч у сениорској (713 мушкараца и 368 жена) и 1.494 у јуниорској конкуренцији. Судијску лиценцу поседовало је 79 арбитара. 
Хокејашку инфраструктуру која је у одличном стању чини 35 затворених и 6 отворених терена. Највеће спортске дворане су у Катовицама (10.000), Лођу и Новом Таргу (по 8.000 места) те Гдањску (5.000), док се највећи стадиони на отвореном налазе у Варшави (10.000) и Катовицама (8.000)